# Maria Romanowa (1847–1928)
Maria Fiodorowna Romanowa z d. Glücksburg, urodzona jako Maria Zofia Fryderyka Dagmara Glücksburg, księżniczka Danii (ur. 26 listopada 1847 w Kopenhadze, zm. 13 października 1928 w Klampenborgu) – cesarzowa Rosji (ros. императрица) jako żona cesarza Aleksandra III.

## Życiorys
Była czwartym dzieckiem króla Danii Chrystiana IX i jego żony królowej Luizy Heskiej. Zmieniła wyznanie na prawosławne, otrzymując imię „Maria”. 24 października 1866 r. poślubiła wielkiego księcia Aleksandra Aleksandrowicza, przyszłego cesarza Rosji, Aleksandra III.
Mieli sześcioro dzieci:
1. Mikołaja II (1868–1918), cesarza Rosji, zamordowanego w lipcu 1918 przez bolszewików
2. wielkiego księcia Aleksandra Aleksandrowicza (1869–1870)
3. wielkiego księcia Jerzego Aleksandrowicza (1871–1899), zmarłego młodo na gruźlicę
4. wielkiego księcia Michała (1878–1918), teoretycznie ostatniego cesarza Rosji i króla polskiego przez jeden dzień po abdykacji jego brata Mikołaja II, zamordowanego w czerwcu 1918 przez bolszewików
5. wielką księżną Ksenię Aleksandrowną (1875–1960)
6. wielką księżną Olgę Aleksandrowną (1882–1960)

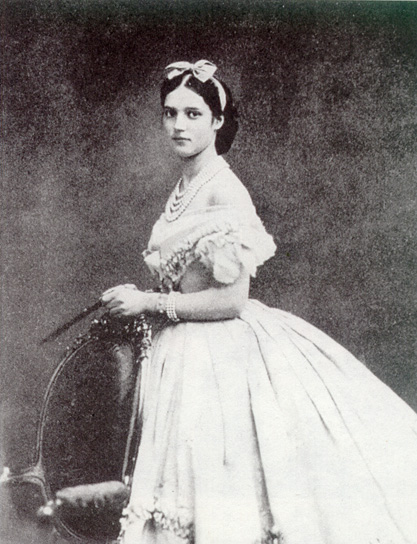
Młoda Maria Fiodorowna

Maria była wychowywana w religii luterańskiej. Od najmłodszych lat uważana była za wielką piękność. Najpierw zaręczyła się z carewiczem Mikołajem, który był nią bardzo zauroczony. Jednak narzeczony Dagmary zmarł 24 kwietnia 1865 r. na gruźlicę, po upadku z konia. Po śmierci Mikołaja Dagmara zaręczyła się z jego bratem Aleksandrem i przeszła na prawosławie, po czym przyjęła imię Maria Fiodorowna. Finalnie, wyszła za mąż za Aleksandra w 1866 roku który w 1881 roku został carem.
Małżeństwo Marii i Aleksandra okazało się bardzo udane, pomimo odmiennych charakterów obojga małżonków. Maria była osobą bardzo energiczną i towarzyską. W przeciwieństwie do męża lubiła wystawność i przepych, uwielbiała bale i uroczystości. Caryca łagodziła despotyzm swego męża i starała się łagodzić represje męża w stosunku do Polaków. Mimo to Maria raczej nie mieszała się w sprawy polityczne. Faworyzowała swoich synów Mikołaja i Michała. Z córkami obchodziła się nieco gorzej. Zmusiła swoją córkę Olgę do poślubienia Piotra, księcia oldenburskiego, który był homoseksualistą.
Maria Fiodorowna nie była w najlepszych stosunkach z synową Aleksandrą Fiodorowną. Po śmierci męża w 1894 roku i wstąpieniu na tron Mikołaja II nie chciała pogodzić się z rolą cesarzowej wdowy. Sami Rosjanie raczej woleli „starą” carycę niż „nową” (wyniosłą Niemkę).
Po obaleniu caratu w 1917 roku schroniła się na Krymie, znajdującym się pod władzą „Białych”, po czym wyemigrowała do Wielkiej Brytanii. Odpływając, poprosiła swoją wnuczkę, księżniczkę Irinę Aleksandrowną, by jak najdłużej podtrzymywała jej lornetkę. Chciała bowiem do ostatniej chwili patrzeć na ukochaną Rosję. Rząd siostrzeńca, Jerzego V, odmówił jej azylu. W 1919 roku powróciła do Danii, gdzie osiadła w pałacyku Hvidøre pod Kopenhagą. Pałac Hvidøre był do jej śmierci centrum politycznym „białej” emigracji rosyjskiej.

## Powtórny pogrzeb
We wrześniu 2006 trumna z jej zwłokami została przewieziona z Roskilde do Petersburga i wystawiona na łożu paradnym 26 tego miesiąca, dokładnie 140 lat po przybyciu cesarzowej do Rosji, po czym 28 września złożona w krypcie cesarskiej w soborze Świętych Piotra i Pawła u boku męża Aleksandra III. Udział w pogrzebie wzięli członkowie wielu dynastii europejskich, m.in. Fryderyk, następca tronu Danii, syn Małgorzaty II, były król Grecji Konstantyn II z małżonką Anną Marią, i Michał ks. Kentu. Wszyscy z nich pochodzą, tak jak Maria Fiodorowna, od „ojca Europy”, króla Danii Chrystiana IX.